# Soalala
Soalala è un comune rurale (kaominina) del Madagascar occidentale. È il capoluogo del distretto di Soalala, nella Regione di Boeny.
La popolazione del comune è stata stimata, nel censimento del 2001, intorno ai 15.000 abitanti.

## Economia
Il 78% della popolazione è occupata nell'agricoltura. La coltivazione più importante è il riso, altri prodotti importanti sono le banane e la cassava. La seconda attività più importante è la pesca, che fornisce lavoro al 16% della popolazione. L'industria e i servizi forniscono occupazione rispettivamente al 5% e all'1% della popolazione.

## Infrastrutture e trasporti
Soalala è sede di un aeroporto civile (codice aeroportuale IATA: DWB), di un porto marittimo e di un porto fluviale.